# Stanisław Fredro (zm. 1651)
Stanisław Fredro  herbu Bończa (zm. w 1651 roku) – wojski przemyski w latach 1636-1651. 
Syn Jana, żonaty z Zuzanną Grzybowską. Poseł na sejm 1643 roku z ziemi przemyskiej. Zasłużony żołnierz do 1635 roku.